# Musurana černá
Musurana černá (Clelia clelia nebo Pseudoboa clelia) je statný užovkovitý had, obývající Jižní Ameriku a některé ostrovy Karibiku. Je to pozemní had se zadními jedovými zuby, živící se hlavně ostatními hady včetně jedovatých druhů. Je největší a nejznámější ze sedmi druhů musuran rodu Clelia. Slovo musurana pochází z indiánského jazyka Tupí a znamená oprátka nebo smyčka.

## Popis
Musurana černá je statný, ale poměrně štíhlý, elegantní had s oválnou hlavou, dobře odlišenou od těla. Dorůstá délky až 250 cm. V dospělosti má šedomodré až téměř černé zbarvení s výrazným leskem, zvláště na bocích. Mláďata v prvních dvou letech života mají červené až oranžové zbarvení s černými a žlutými proužky na hlavě a krku.

## Způsob života a rozšíření
Musurana je převážně pozemní had, dovede ale také šplhat, především mláďata na stromech někdy i loví. Vyskyytuje se v savanách, druhotných lesích, ale i v kulturní krajině, např. na kávových plantážích. Má převážně noční aktivitu. Brazilci ji nepronásledují a někdy ji chovají v domech ši zahradách jako ochránce před jedovatými hady. Z téhož důbodu se musurana dostala i na brazilské mince a poštovní známky. Kromě Brazílie i další země Jižní a Střední Ameriky od Paraguaye a Bolívie po jih Mexika, a na některé Karibské ostrovy (Sv. Lucie, Trinidad a Tobago).

## Potrava
Musurana je potravní specialista, živí se především jinými hady a ještěry, nevyhýbá se ani jedovatým hadům, s oblibou požírá různé křovináře (zvláště velmi nebezpečného k. sametového) a chřestýše brazilské, naproti tomu korálovce žere jen výjimečně. Kořist vyhledává v noci, zpravidla na zemi, vyhledává ji čichem a přepadá ze zálohy. Svou oběť nejprve omámí uštknutím zadních (opistoglyfních) jedových zubů, poté uškrtí a spolkne. Hady i ještěry polyká hlavou napřed, velké hady polyká a tráví po částech, takže je schopná pohltit hada delšího než dvě třetiny jejího těla. Jed musurany není člověku nebezpečný. Musurana je značně odolná proti jedu chřestýšů a křovinářů, ale proti jedu korálovců imunní není.

## Rozmnožování
Musurana je vejcorodá, klade až 40 vajec, z nichž se líhnou pestře zbarvená mláďata.